# Forte Cà Vecchia
Forte Cà Vecchia, conosciuto anche con il nome di forte Garofalo dall’omonima corte agricola presente nelle vicinanze, e chiamato originariamente Werk Cà Vecchia, è stata una fortificazione posta a sud di Verona, parte del complesso sistema difensivo cittadino e più in particolare del secondo campo trincerato di pianura, messo in opera tra 1859 e 1866. La struttura fortificata fu realizzata nel 1866 e i lavori furono diretti dall’Imperiale Regio Ufficio delle Fortificazioni di Verona.
Il forte è stato completamente demolito e spianato, e il sito originario è stato occupato dalle sedi stradali dell'Autostrada A4 e della tangenziale sud.

## Descrizione
Si tratta di un forte semipermanente di grandi dimensioni, a tracciato composito, poligonale e bastionato; si trovava in aperta campagna, in prossimità della corte Ca' Vecchia, accanto alla riva dell'Adige. Il forte è del tutto simile, per impianto architettonico e caratteristiche tecnico-logistiche, al forte Cà Bellina, distinguendosi solamente per il tracciato e per le maggiori dimensioni; il lato di base del fronte di gola misura 220 metri, contro i 173 metri del forte di riva sinistra.
Esso stabiliva il caposaldo terminale, a oriente, del campo trincerato di riva destra. Situato nella posizione già individuata nel 1860 per il quinto forte della linea avanzata, faceva sistema sull'ala destra con il forte Tomba, e sulla sinistra incrociava i tiri con il forte San Michele, situato sulla riva opposta del fiume. L'abitato di San Giovanni Lupatoto, a 2 300 metri dal forte, era soggetto al fronte principale di combattimento. Le sue artiglierie da fortezza battevano, di fronte e di fianco, le strade provenienti da Ostiglia, Legnago, Albaredo e il corso discendente dell'Adige, esercitando una potente azione di fuoco contro le operazioni nemiche di passaggio del fiume, o di investimento della piazzaforte da sud.

Il piazzale interno del forte con le postazioni di combattimento

Una strada militare si dirigeva verso il fronte di gola del forte ed entrava nella piazza d'armi trincerata; due rampe portavano al piano del fosso asciutto, nel quale si ergeva la palizzata a tracciato bastionato, ordinata per la difesa di fucileria. Nei fianchi erano inseriti i passaggi d'ingresso, entrati nel recinto bastionato d'ingresso si imboccava la lunga poterna, a struttura lignea blindata, che metteva in comunicazione con il piazzale interno e terminava nella caponiera maggiore. La poterna era protetta da un rilevato che divideva in due parti il piazzale, con funzione di defilamento dai tiri nemici provenienti da un fianco. I ricoveri per la guarnigione erano inseriti sotto il terrapieno mentre un terzo ricovero era collocato sotto il terrapieno del fronte di gola, sull'esterno della cortina, protetto dall'antistante palizzata difensiva. Il corpo di guardia, sempre a struttura lignea blindata, era invece situato al piede del terrapieno.
L'opera principale da combattimento, formata dal terrapieno, si elevava sull'impianto. Sul lato di gola, il rilevato rettilineo del paradorso proteggeva l'interno del forte contro i tiri nemici di rovescio; la sommità del tratto centrale era munita di parapetto per fucilieri. Ogni postazione d'artiglieria, a cielo aperto, era protetta da traverse: quelle del fronte principale erano dotate di ricovero blindato per i serventi ai pezzi, e di riservette giornaliere per le polveri. Quattro traverse di maggiori dimensioni, edificate con struttura muraria, contenevano le polveriere.
La scarpa esterna del terrapieno scendeva al livello del fosso, dove era infissa la palancata perimetrale per ostacolare l'assalto. Tre caponiere fiancheggiavano il fosso; due di esse, a struttura blindata, sporgevano dai fianchi ed erano ordinate per fucilieri. A queste si accedeva, dal piazzale interno, attraverso due poterne blindate. La caponiera maggiore era di muratura, con la sola copertura blindata: essa era probabilmente ordinata anche per la difesa d'artiglieria, e vi conduceva la lunga poterna mediana, che collegava l'ingresso del forte, il piazzale e i ricoveri.
Sul fronte di gola il paradorso separava dal resto del forte i due bastioni collaterali. Dal ricovero blindato inserito sotto la cortina di gola, per mezzo delle rampe laterali, gli artiglieri accedevano alle postazioni. La funzione delle bocche da fuoco dei bastioni era duplice: di fiancheggiamento, incrociando i tiri verso il centro; di combattimento, con i pezzi puntati verso l'aperta campagna, anche in concorso con i fianchi del forte. Al livello del fossato, il terrapieno dei bastioni era presidiato dalla palizzata. Insieme al fronte di gola, i due bastioni e il ricovero, separati dal forte, costituivano il ridotto dell'opera.

## Armamento
L'armamento della fortificazione consisteva in:
- 4 cannoni ad anima rigata da 15 cm a retrocarica
- 5 cannoni ad anima rigata da 9,5 cm ad avancarica
- 22 cannoni di diverso calibro ad anima liscia

Riserve di munizioni: 28 000 kg di polveri.

## Presidio di guerra
Il presidio in caso di guerra della fortificazione consisteva in:
- 150 fanti
- 30 artiglieri

Era inoltre possibile disporre un presidio di emergenza di 200 uomini.